# 卡拉瓦乔
米开朗基罗·梅里西·达·卡拉瓦乔（義大利語：Michelangelo Merisi da Caravaggio，1571年9月29日—1610年7月18日），意大利画家，1593年到1610年间活跃于罗马、那不勒斯、马耳他和西西里。他通常被认为属于巴洛克画派，对巴洛克画派的形成有重要影响。
1600年，卡拉瓦乔突然出现在罗马的艺术圈，尽管並不怎麽在乎自己的生計，但從來也不曾缺少佣金和资助。关于他最早的评價见于1604年，这份材料描述他大约3年前的生活方式，说“干两周的活儿就能大摇大摆逛一两个月，还有一个仆人跟着，从一个球场到另一个，总是准备争吵打斗，因此跟他在一起狼狈至极。”1606年，卡拉瓦乔在争斗时杀死了一个年轻人，人家悬赏他的项上人头，于是他逃离罗马。1608年，他又在马耳他卷入另一场争斗，之后的1609年，在那不勒斯，还是争斗，这次可能是不明来历的对头要取他性命。到下一年，度过十年多一点的画家生涯后，卡拉瓦乔离开了人世。
在16世纪末到17世纪初的几十年间，罗马一直在建造巨大的教堂和宏伟的宫殿，需要大量画作。当时反宗教改革派教堂在搜寻正统的宗教艺术以还击新教的威胁，因为此前统治艺术界近一个世纪之久的风格主义不足以担此重任。卡拉瓦乔带来的是一种激进的自然主义，兼具近乎物理上精确的观察和生动甚至充满戏剧性的明暗對照法。在卡拉瓦乔手中，这种新风格是达到真实和灵性的工具。
虽然卡拉瓦乔在世时声名显赫，死后的數世纪間却被人们完全遗忘了，在20世纪的近几十年才被重新发现。他影响了风格主义衰亡后几乎所有的艺术风格，尤其对新兴的巴洛克艺术影响深远，支持他的人稱爲卡拉瓦喬主義者。安德烈·贝恩-若夫鲁瓦（保罗·瓦乐希的秘书）评论：“卡拉瓦乔的畫風啓發了现代绘画。”

## 生平

### 早期生活（1571年—1592年）

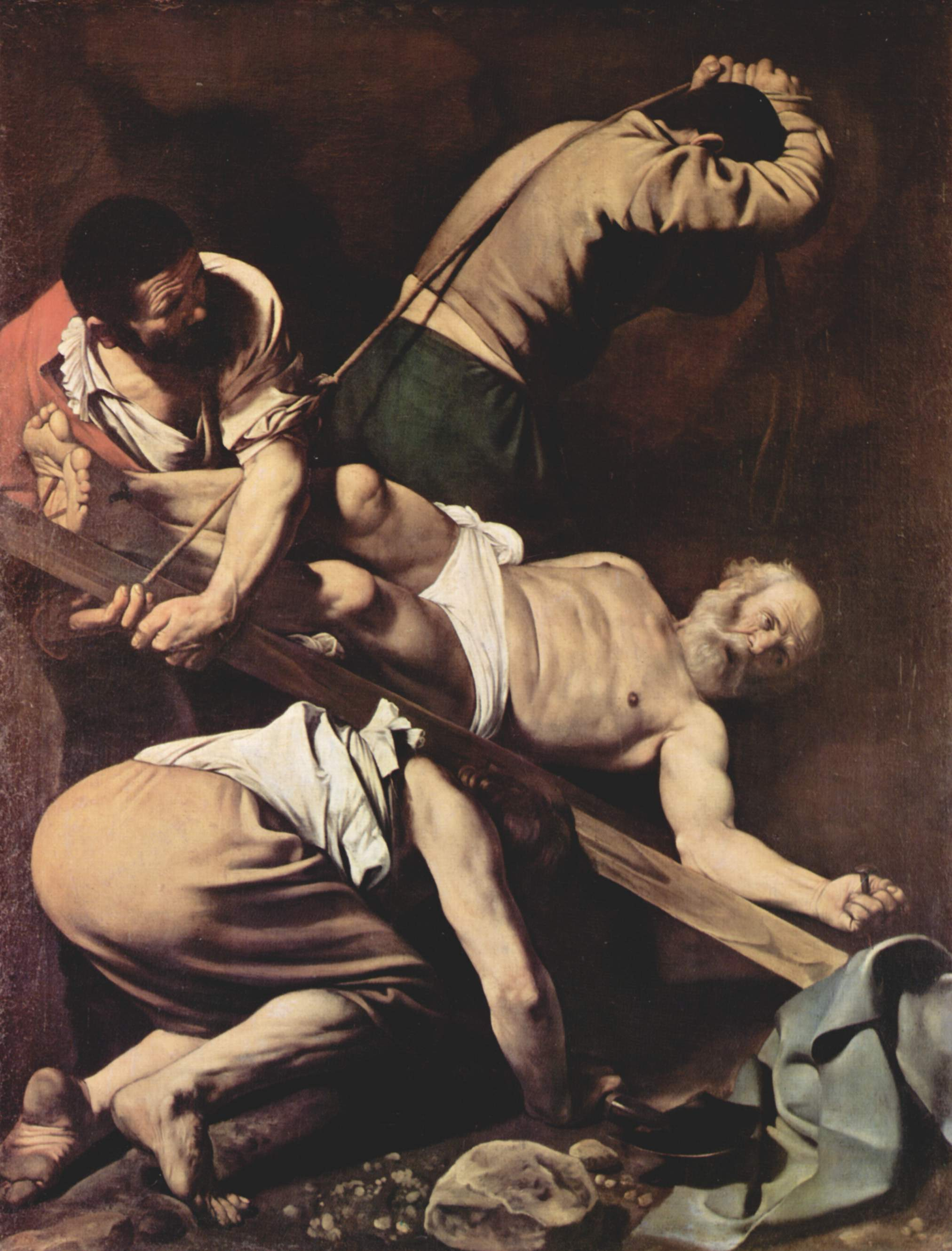
《伯多禄被倒钉十字架上》，1601年，画布油画，230x175厘米，罗马，人民圣母圣殿切拉西小堂

卡拉瓦焦是个离米兰大约三十公里的小镇，卡拉瓦乔的父亲费尔莫·梅里西是镇上弗兰西斯科·斯福尔札侯爵的管家和建筑装潢师。卡拉瓦乔的母亲露西娅·阿娜托莉来自本地一个富有的家庭。梅里西的孩子们（米开朗基罗是长子）都不在镇子的洗礼记录上，他们可能都生于米兰，因为梅里西住在侯爵在米兰的宅邸。1576年，为了避开肆虐米兰的瘟疫，卡拉瓦乔一家搬到了卡拉瓦乔镇。次年，卡拉瓦乔的父亲在此去世。据推测，卡拉瓦乔可能在卡拉瓦乔镇长大成人，而童年则是在米兰度过。在米兰，卡瓦拉乔家似乎不仅与斯福爾扎家族，还和显赫的科隆纳家族有来往，科隆纳家族和斯福尔札家族有联姻关系，在卡拉瓦乔后期生活里扮演重要角色。
1584年，卡拉瓦乔开始了4年的学徒生涯，师从据称是提香学生的米兰画家西蒙尼·彼得扎诺。学徒期间，卡拉瓦乔好像一直待在米兰和卡拉瓦乔镇，但他也可能去过威尼斯，看到过乔尔乔内和提香的作品，因此后来他被指责模仿乔尔乔内。的确，他熟悉米兰的艺术珍宝，包括达·芬奇的《最後的晚餐》，还有当地的伦巴第艺术。伦巴第艺术风格倡导“简单、关注自然主义细节”，较之风格拘谨庄重的罗马风格主义，伦巴第艺术更接近于德国自然主义。

### 罗马时期（1592年-1600年）

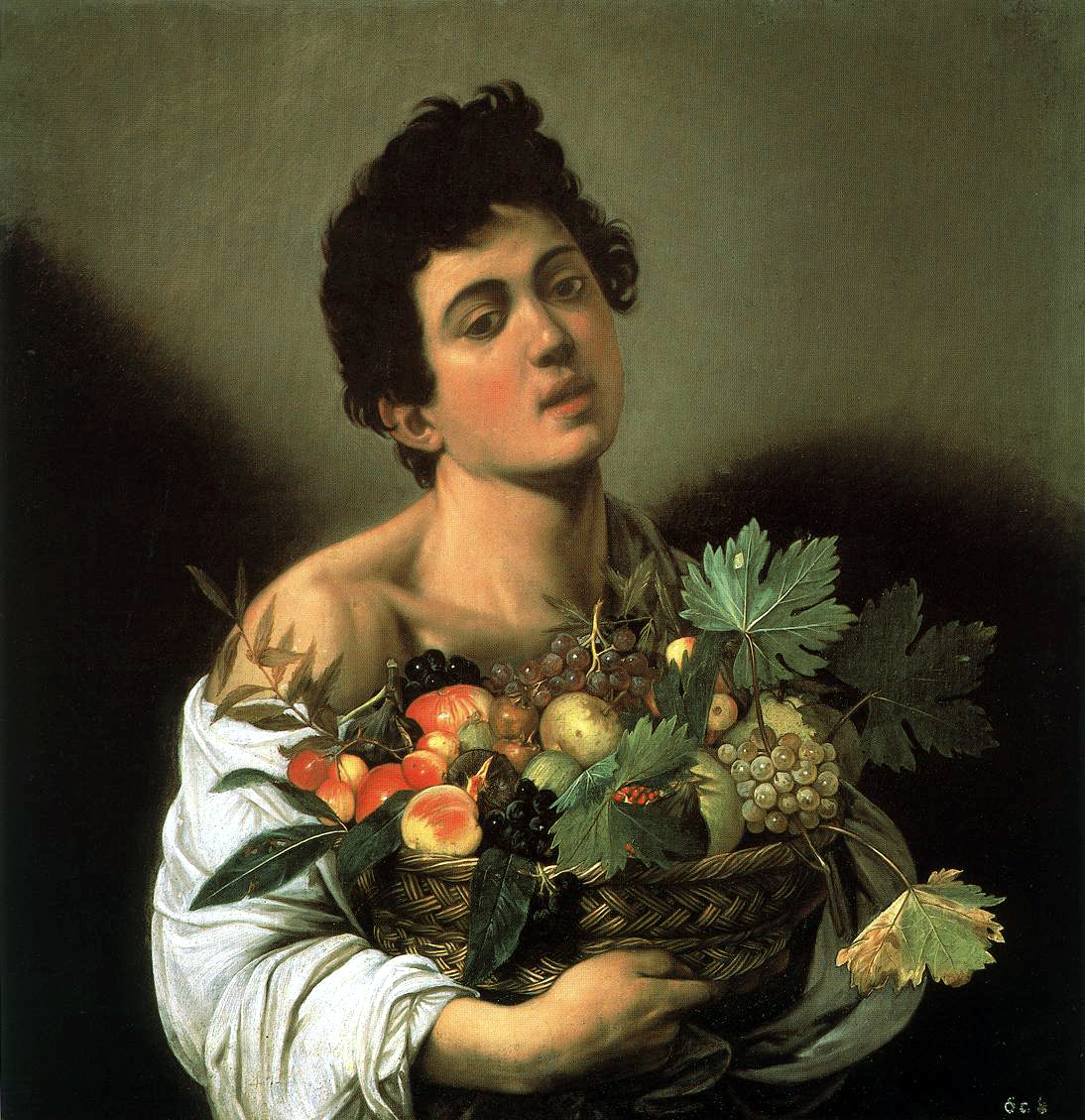
《捧著果篮的男孩》，1593年，画布油画，67x53厘米，罗马，博尔盖塞美术馆

1592年年中，卡拉瓦乔到达罗马，“衣不蔽体，极度贫困……居无定所，缺吃少穿……身无分文。”几个月后，他开始为当时风头正健的朱塞佩·切萨里（教皇克雷芒八世喜爱的画家）当枪手，在看起来像厂房的工作室“画鲜花和水果”。这一时期，卡拉瓦乔为人所知的作品包括小幅的《削水果男孩》（已知的最早画作），《捧著果篮的男孩》和《生病的巴克斯》以及他重病康复过程中画的一张自画像，病好后他不再受雇于切萨里。这三幅作品都显示了物理学上的精确（卡拉瓦乔现实主义的一面），由此他开始成名。一个园艺学教授曾经分析认为，捧果篮男孩捧的水果能用来确定栽培品种。“一大片无花果叶子上明显有真菌引起的烧灼状斑点，很像是植物炭疽病。”与现实主义一面共存的是心理的一面：捧着一个沉甸甸的篮子，男孩显然有点厌烦了，但他同时又觉得好玩，所以顺从；他赤裸的肩膀被画家处理得充满肉欲，很明显这是画家对他的模特的感受；但这个男孩虽然友好，却对画家的感受没有任何回应。

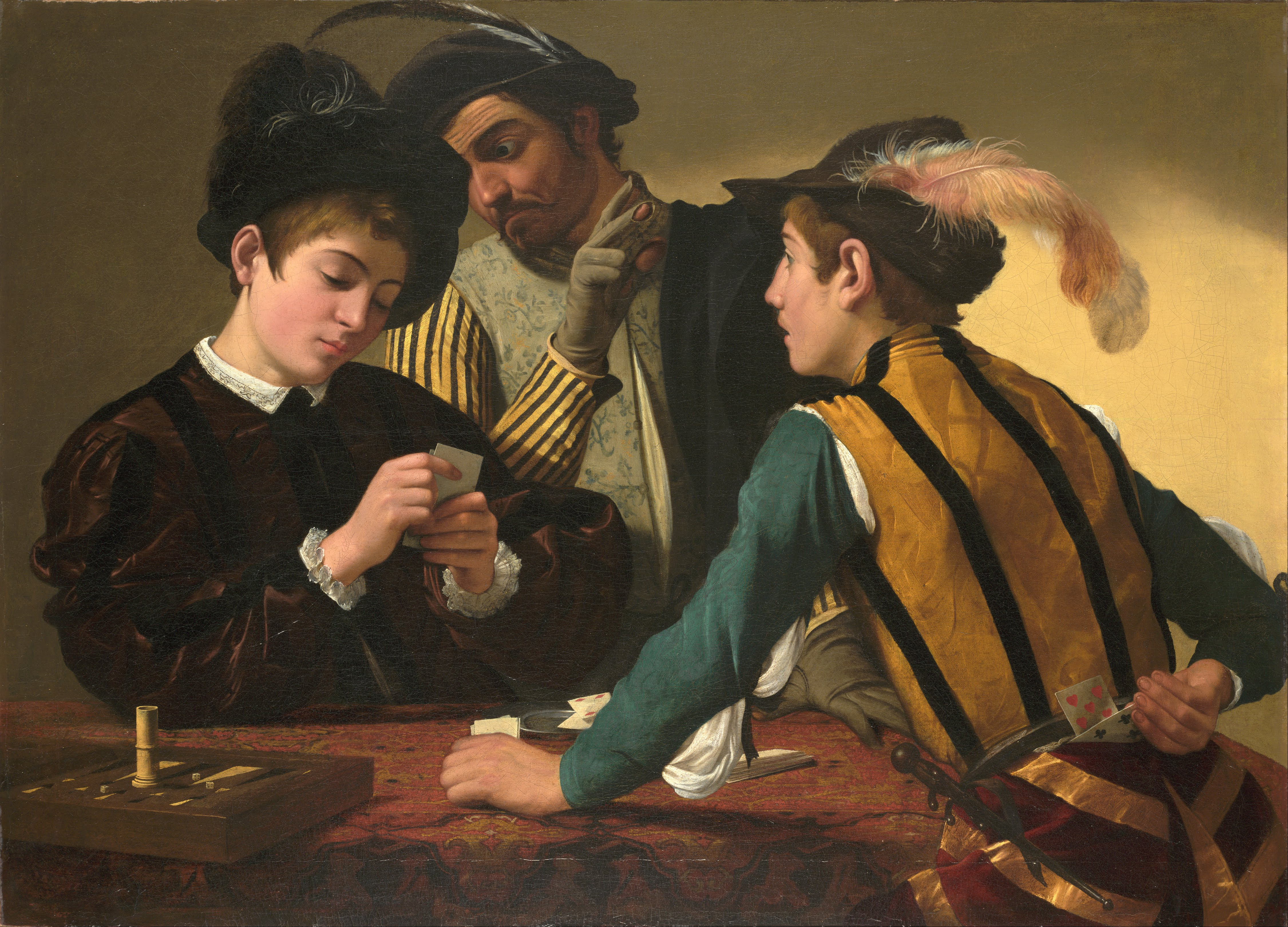
《老千》，1594年，画布油画，107x99厘米，得克萨斯州沃思堡，金贝尔艺术馆

1594年1月，卡拉瓦乔决心走自己的路，他离开了切萨里。他的人生到了最低潮，但也就在这个时候他与几个人结下了非常重要的友谊，分别是画家普罗斯佩罗·奥尔西、建筑师奥诺里奥·隆吉和16岁的西西里岛艺术家马里奥·明尼蒂。已经在画坛确立地位的奥尔西把卡拉瓦乔介绍给有影响力的收藏家；隆吉更是要命地把他带入了罗马街头的争斗世界；明尼蒂则变成他最经常的模特及伴侣。《女占卜师》（《算命者》）是首幅超过一个人物的画作，画得是马里奥正在被一个吉普赛女郎欺骗。这个主题在罗马来说非常新颖，在之后超过一个世纪的时间里产生了巨大的影响。不过，那时候卡拉瓦乔售出它几乎没挣到钱。《老千》—表现另一个不懂世故的男孩落入纸牌骗子的圈套——心理上更复杂，也许是卡拉瓦乔的第一件真正的杰作。像《女占卜师》一样，《老千》非常受人欢迎，现存有超过50个副本。更重要的是，它吸引了红衣主教弗朗切斯科·马里亚·德尔·蒙特的光顾。弗朗切斯科·马里亚·德尔·蒙特是罗马城里重要的鉴赏家，自此以后，卡拉瓦乔能够和明尼蒂共用红衣主教玛德玛宫里的一个房间。
卡拉瓦乔为德尔·蒙特及其富有的喜好艺术品的圈子创作了许多私人的室内作品——《音乐家们》、《鲁特琴师》、微醺的《酒神巴克斯》、具有象征性而又是现实主义作品的《被蜥蜴咬傷的男孩》——由明尼蒂及更多的男孩们充当模特。这些诗意、内向、神秘的同性恋作品与之前几年开始的心理现实主义很接近。
随着卡拉瓦乔的首幅宗教题材画作的完成，现实主义重新回归，非凡的灵性也出现了。这就是《悔罪的玛利亚玛达肋纳》，画的是这样一个时刻——抹大拉的马利亚不再是一个高级妓女，她坐在地上哭泣，珠宝散落在周围。“完全不像一幅宗教画……一个姑娘坐在矮木凳上晾干她的头发……哪里有悔悟……苦痛……赎罪的保证呢？”这是伦巴第风格中的朴素，而不是当时罗马风格中的戏剧性。在另外几部作品中卡拉瓦乔延续了这种风格，它们是《玛尔大和玛利亚玛达肋纳》、《友第德割下何乐弗尼的头颅》、《用以撒祭献》、《极乐境界的亚西西圣方济各》和《逃往埃及途中歇息》。这些作品在一个有限的圈子里展览，增加了卡拉瓦乔在鉴赏家和同行那里的声望。但是，真正的声望还有赖于公共领域，因此把目光转向教堂是必要的。

### “罗马最有名的画家”（1600年-1606年）

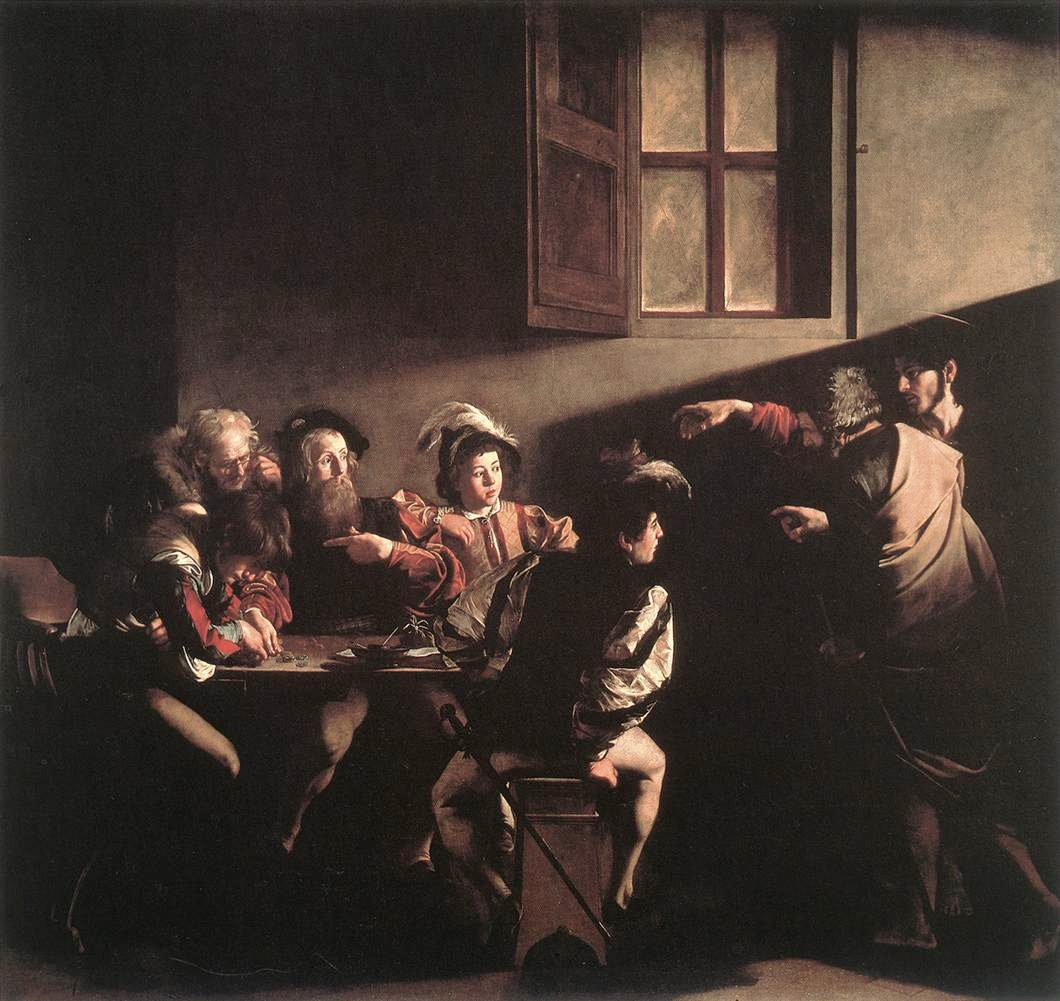
《圣玛窦蒙召》，1599年-1600年，画布油画，322x340厘米，罗马，圣王路易堂肯塔瑞里小堂。从窗口方向射入画面的光束表达了在眨眼之间，圣玛窦的归依与命运的转变就发生了，不需要飞翔的天使、层叠的云彩或其他什么东西。

1599年，大概通过德尔·蒙特的影响，卡拉瓦乔取得装饰圣王路易堂的肯塔瑞里小堂的合同。这一委托包括两件作品，《圣玛窦殉道》和《圣玛窦蒙召》，1600年完成后立刻引起轰动。卡拉瓦乔增强的明暗对照法使得主题极富戏剧性，同时精确观察带来的写实把情感的强度提高到了一个新的水平。现在人们把这种明暗对着法的增强形式称作暗色调主义，其兴起归功于卡拉瓦乔。卡拉瓦乔同时代的画家对此持截然不同的两种观点。一些人公开指责他有各种的感觉缺陷，特别是他不讲作画章法，坚持写生。但绝大多数人把他当作艺术的救主来欢迎。“那时，罗马的画家被这种新颖的画风所吸引，特别是年轻画家都聚集在卡拉瓦乔身边，称赞他是绝无仅有的自然模仿者，把他的作品视作奇迹。”

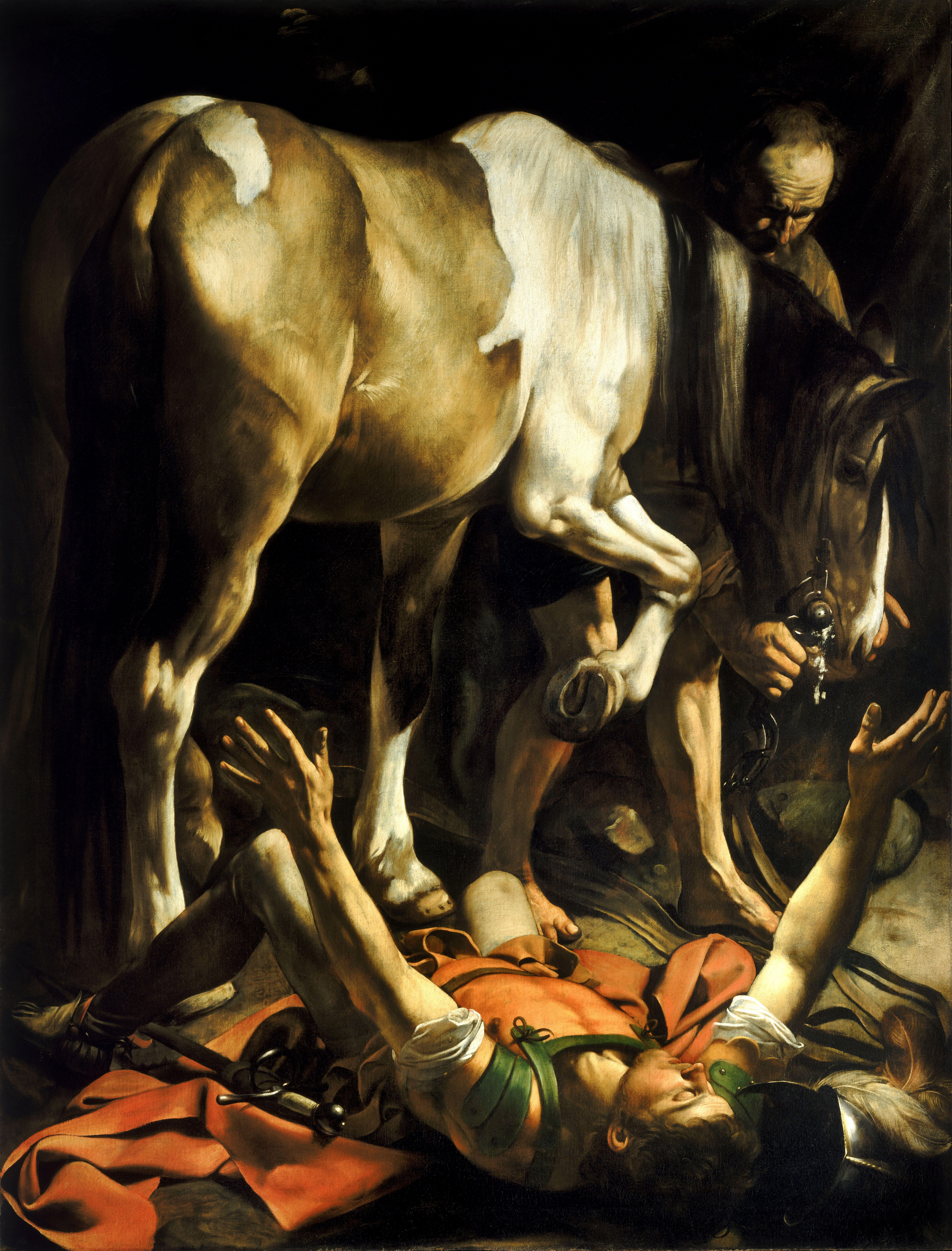
《圣保禄的归化》

卡拉瓦乔又创作了一系列宗教作品，作品以暴力的斗争、奇异的斩首、拷打和死亡为特征。通常，每一幅新作都提高了他的声望，但也有几幅被订货的团体所拒绝，必须重画或者另寻买主。问题的症结在于，当卡拉瓦乔的强烈戏剧性被欣赏的同时，他的现实主义风格却被一些人视作无法接受的粗俗。《圣玛窦和天使》的第一版把圣徒画成一个秃头农民，腿脏兮兮的，一个身穿薄衣太过亲昵的天使男孩在照顾他。这幅画被拒收，卡拉瓦乔不得不重画一幅《圣玛窦的启示》。同样，《圣保禄的归化》也被拒收，同一题材的另一个《圣保禄的归化》被接受了，这幅画中马背较圣徒本人更加突出，这激怒了人民圣母圣殿的一位官员：“为什么你把马画在正中间，圣保罗却在地上？”“自有我的道理！”“那匹马是上帝吗？”“不是，但它站在上帝的光芒下！”

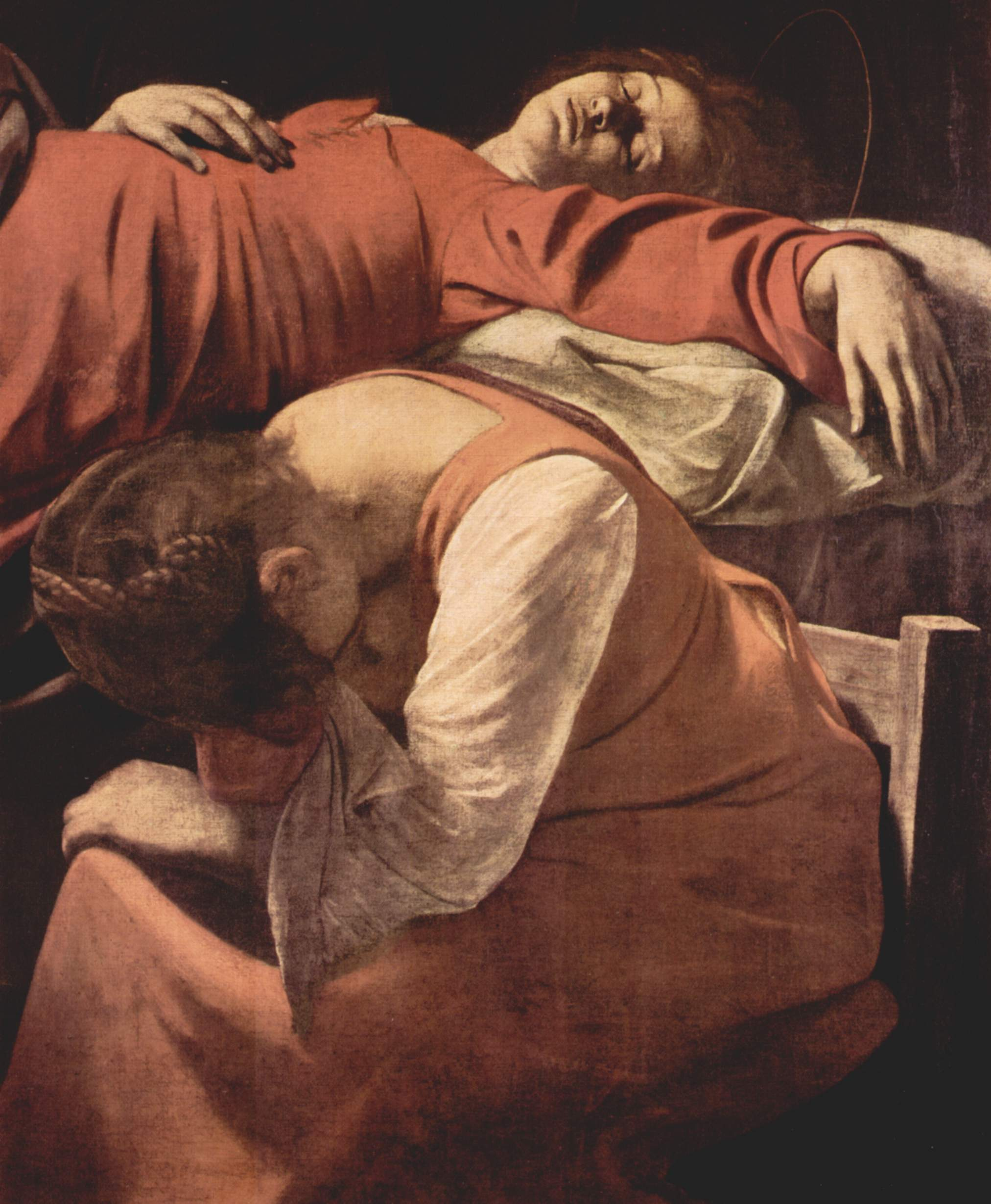
圣母之死（局部），1601年-1606年，画布油画，396x245厘米，巴黎卢浮宫

其他作品包括非常动人的《将耶稣从十字架上放下》、《洛雷托圣母》、《教宗御座轿夫圣母》以及《圣母之死》。《圣母之死》的故事可以作为例证来说明卡拉瓦乔生活的时代是如何对待他的部分作品的。1601年，一个富有的法官委托卡拉瓦乔给他私人的礼拜堂作画，这个礼拜堂位于在新的加尔默罗会教堂——阶梯圣母教堂，1606年加尔默罗会拒收这幅作品。和卡拉瓦乔同时代的朱利奥·曼奇尼记载说被拒收是因为卡拉瓦乔用了一个当红的妓女作为画圣母的模特；另一位同时代的人，乔瓦尼·巴廖内告诉我们是因为圣母光着双腿：两种情况都不得体。但研究卡拉瓦乔的学者约翰·加什认为，加尔默罗会可能认为问题更多的出在神学上而不是美学上，卡拉瓦乔的那个版本没有坚持圣母升天的教义——上帝之母不是通常意义上的死亡而是被接进了天国。替换的作品（来自卡拉瓦乔最有才能的追随者，卡洛·萨拉切尼）画的是圣母没有死，而是坐着行将去世，但即使这样还是被拒收。最终替换的画作中，圣母没有死，而是和合唱的天使们一起飞升天国。无论如何，拒收并不意味着卡拉瓦乔和他的追随者失宠。《圣母之死》被拿出教堂后，就立即在鲁本斯的建议下被曼图亚公爵买走了，后来被英王查理一世得到，1671年被法国皇室收藏。

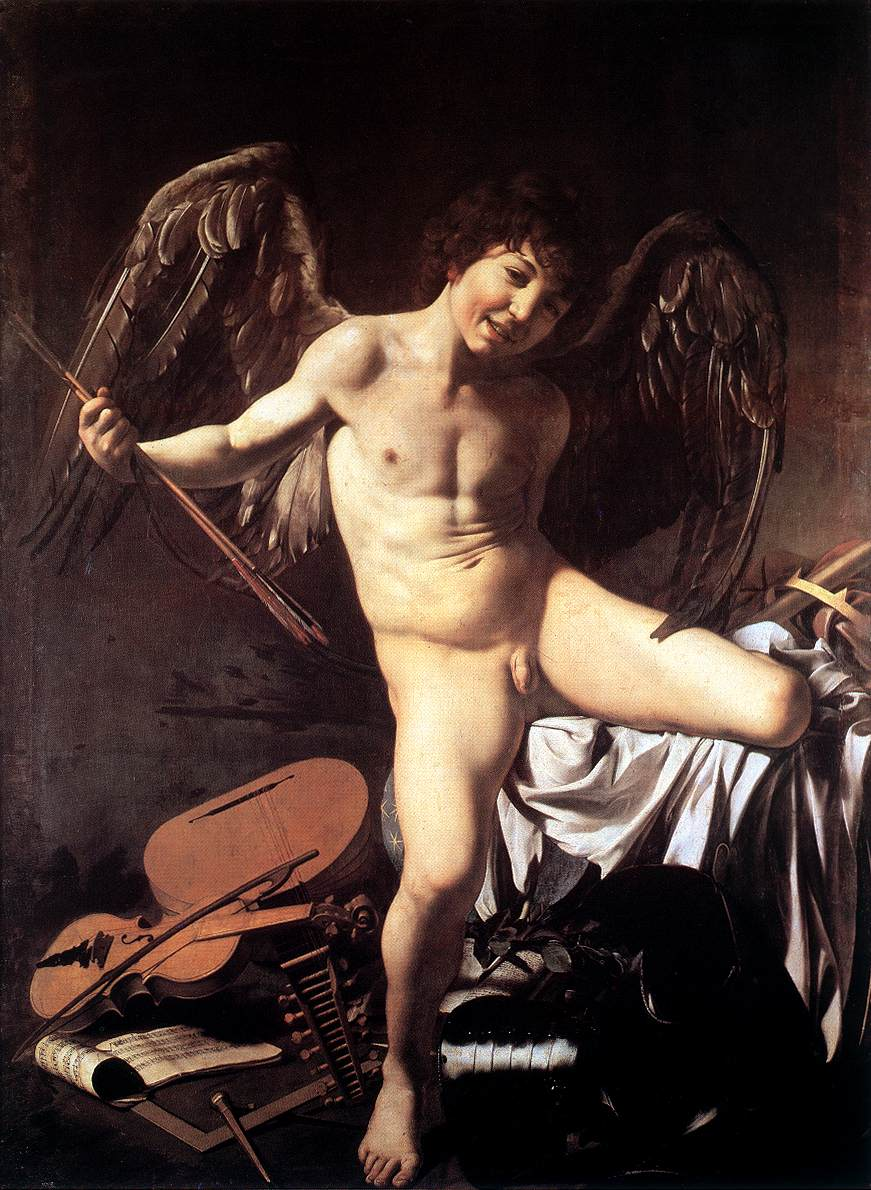
胜利的爱神，1602年-1603年，画布油画，156x113厘米，柏林，柏林画廊(Gemäldegalerie)。卡拉瓦乔表现丘比特战胜了所有的人造物：战争、音乐、科学和政府。

这一时期的一幅非宗教作品是《胜利的爱神》，画于1602年，买主是德尔·蒙泰圈子里的温琴佐·朱斯蒂尼亚尼。17世纪早期的一本回忆录里把里面的模特兒称作“切科（Cecco）”，是弗兰西斯科（Francesco）的爱称。模特兒可能是弗兰西斯科·伯内利，在1610年到1625年期间被看作一个艺术积极分子，人称“卡拉瓦乔的切科”（Cecco del Caravaggio）。模特兒拿着弓箭，踩踏着象征着战争的科学物品以及象征着和平的艺术物品。他赤裸着身体，人们很难接受这个咧嘴笑的顽童就是罗马的丘比特神——就像人们很难接受卡拉瓦乔在画布上的天使一样，这些半裸的少年背着像舞台道具一样的翅膀。关键点在于作品强烈而又暧昧的现实性：丘比特同时又是切科，而卡拉瓦乔笔下的圣母是基督之母同时也是做模特兒的罗马高级妓女。

### 流亡和死亡（1606年-1610年）

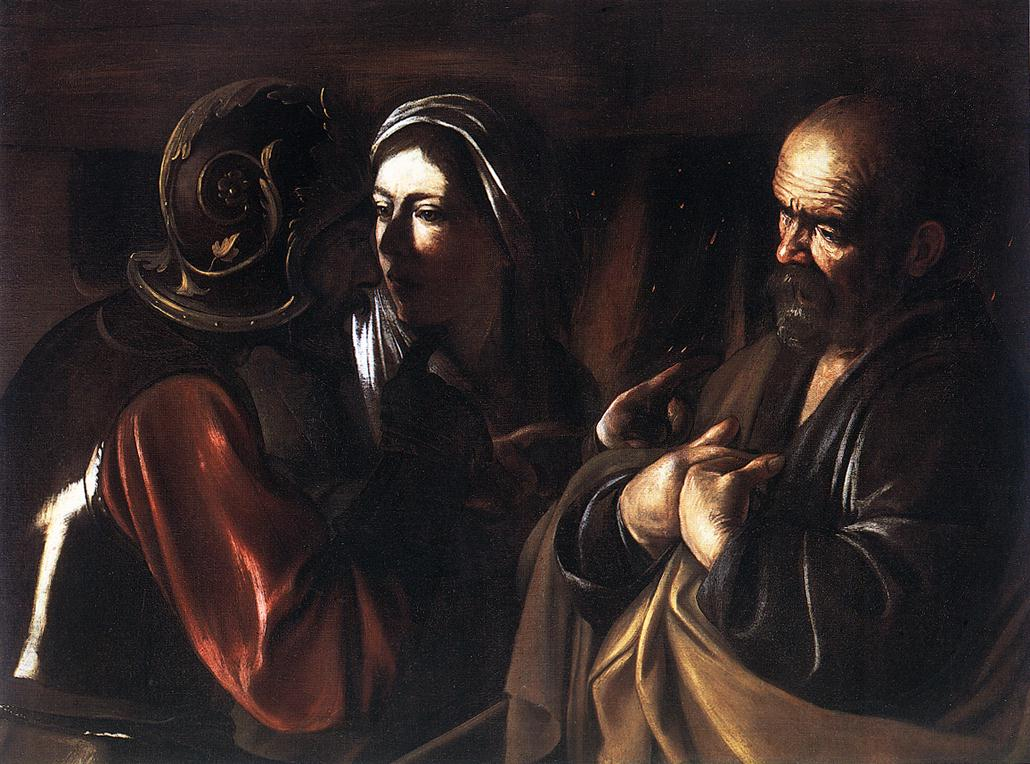
圣彼得的否认，1610年，画布油画，94x125厘米，纽约大都会美术馆。在阴暗中，一位女子两根手指指着彼得，加上士兵伸出的手指正好是三根。卡拉瓦乔以此象征讲述彼得三次否认耶稣的故事。

卡拉瓦乔过着狂乱的生活。即使在一个纠纷是家常便饭的时代和地方，他还是因为屡屡争斗而声名狼藉，他的治安记录和审讯记录足足抄录好几页。1606年5月29日，可能并非故意，他杀了一个名叫拉努乔·托马索尼的年轻人。此前，来自上层社会的赞助人摆平了他的一系列出轨行为，但这次他们无能无力了。卡拉瓦乔逃往那不勒斯，因为那不勒斯在罗马当局的司法管辖权之外。在科隆纳家族的保护下，这个罗马最有名的画家也变成了那不勒斯最富盛名的画家。他与科隆纳家族的关系带来了接二连三的教会重要委托，包括《圣母玫瑰经》和《仁慈七行》。
尽管在那不勒斯获得成功，卡拉瓦乔还是仅仅在几个月后就离开前往马耳他——马耳他骑士团的总部所在地，估计他希望得到骑士团首领阿罗夫·德·维格纳科特的庇护，使他杀死托马索尼的罪行得到赦免。德·维格纳科特非常喜欢这个著名的艺术家，让他当骑士团的官方画家，还吸纳他当骑士。早期的传记作家贝洛里记载说卡拉瓦乔对自己获得的成功很高兴。在马耳他时期，他的主要作品包括巨幅的《被斬首的聖施洗者約翰》（他惟一签名的作品）和《阿罗夫·德·维格纳科特及侍从的画像》以及其他骑士团首领的画像。尽管如此，1608年8月末他还是被捕入狱。很久以来，这次突然变故有多种猜测，但最近的研究显示，这是另一番争斗的结果，在这次争斗中，一所房子的门被毁掉，一个骑士受了重伤。到12月的时候，他被作为“一个可憎的堕落的团员”驱逐出了骑士团。

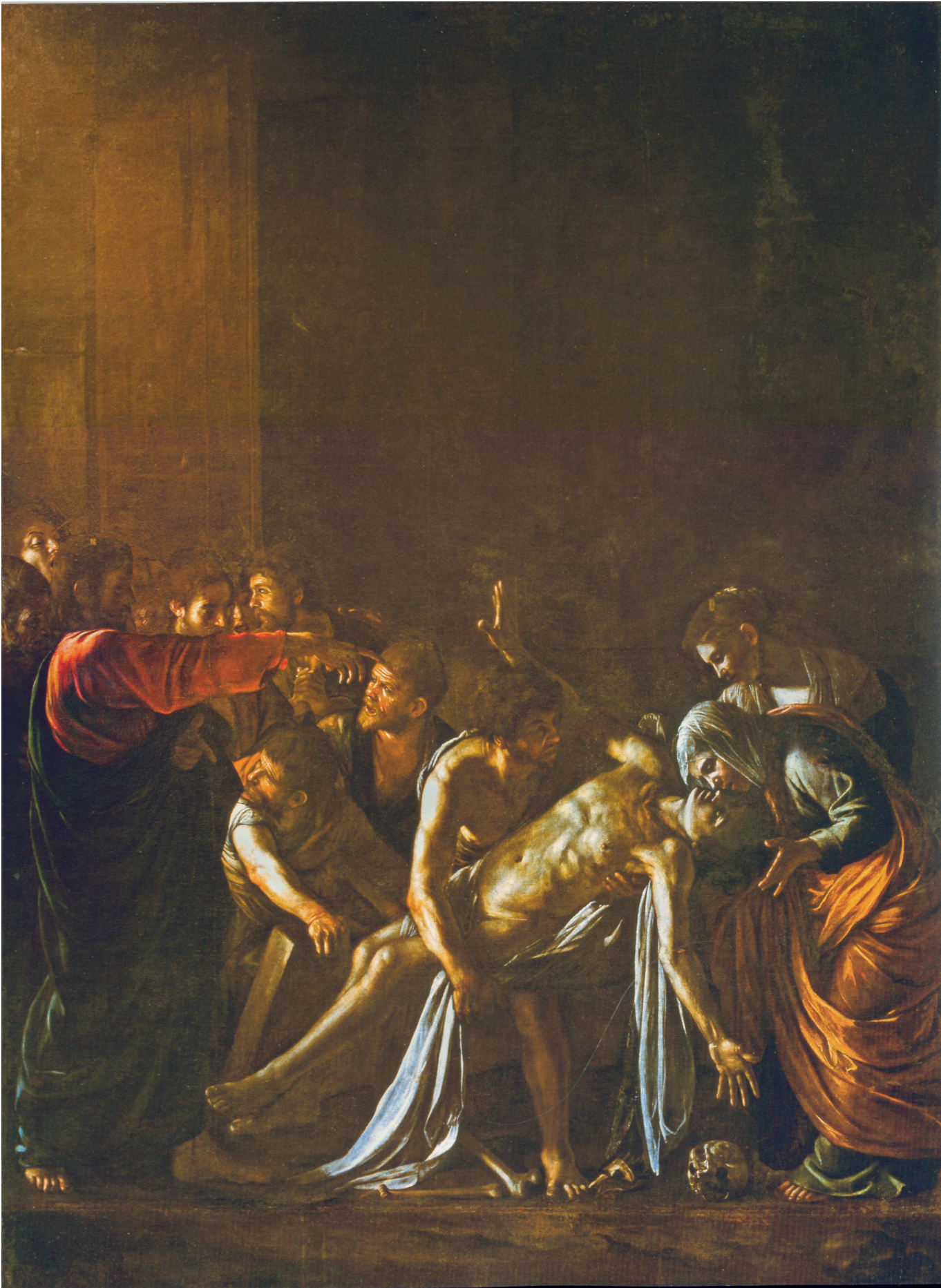
拉撒路的复活，1609年，意大利佛罗伦萨乌菲齐美术馆

仅仅在西西里岛9个月后，卡拉瓦乔回到了那不勒斯。依照卡拉瓦乔最早的传记作家的说法，在西西里岛的时候卡拉瓦乔被仇敌追踪，因此他觉得还是在科隆纳家族的保护下最安全，除非获得教皇保罗五世的赦免他才能回到罗马。在那不勒斯，他画了《圣彼得的否认》，最后一幅《施洗约翰》以及他的最后一幅画《圣乌尔苏拉殉难》。他的风格在继续演进，《圣乌尔苏拉殉难》描绘了最具动感和戏剧性的一幕——匈奴王的箭射中了她的胸，与之前的绘画不同，这幅画没有摆固定姿势的模特。此种画法更加自由而令人印象深刻。如果卡拉瓦乔当时活了下来，会出一些新东西。
在那不勒斯，一群不明来历的人袭击了他。最初，罗马传闻“最著名的艺术家”卡拉瓦乔丧生，但后来又获悉他还活着，但面部受了重伤。他画了一幅《带着施洗约翰头颅的莎乐美》，画中的大盘子里正是卡拉瓦乔自己的头，画被送给德·维格纳科特乞求宽恕。可能同时他还画了《手提歌利亚头颅的大卫》，画中年轻的大卫以奇怪的悲伤神情注视巨人的带伤的头颅，这颗头颅依旧是卡拉瓦乔的头。这幅画他可能送给红衣主教的侄子希皮奥内·博尔盖塞，这个狂热的艺术爱好者掌握着赦免大权。
1610年夏天，卡拉瓦乔乘船朝北接受赦免状，赦免状似乎归功于他那些有权势的罗马朋友。此行他带了给红衣主教希皮奥内作礼物的最后三幅画。接下来发生的一切众说纷纭，莫衷一是。不加渲染的事实是，7月28日一份从罗马发到乌尔比诺的公爵宅邸的匿名私人新闻说卡拉瓦乔死了。3天以后另一份私人新闻说他死于热病。这些是最早的死亡简报，后来有更加详细的报道。但一直没有发现尸体。卡拉瓦乔的一个诗人朋友把7月18日当作他的忌日，最近有研究者声称发现了一个讣告，讣告显示卡拉瓦乔那一天在托斯卡尼区的埃尔科莱港死于热病。

## 画

### 巴洛克的诞生

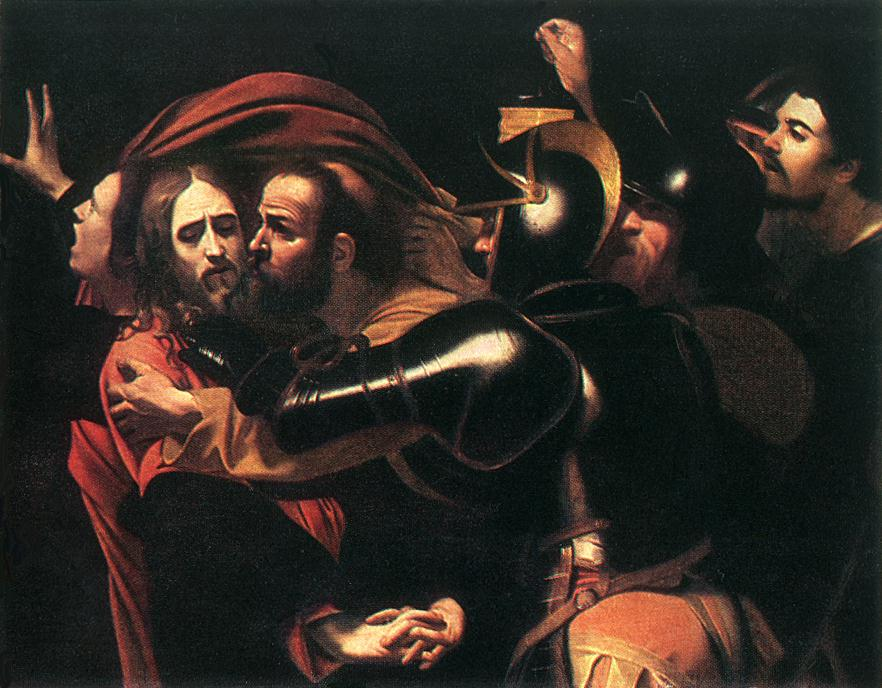
耶稣被捕，1602年，都柏林，爱尔兰国家美术馆。尽管没有可见的光线，画中的人脸和盔甲还是显示出卡拉瓦乔对明暗对照法的运用。

卡拉瓦乔“把阴暗法带进了明暗对照画法”。其实很久以前画家们就运用了明暗对照画法，但是卡拉瓦乔真正确立了这种技法，这种画法加深了阴暗部分，用一束眩目的光刺穿对象。由此对物理真实和心理真实的观察成为他获得巨大声望的原因，同时也是他经常不能符合宗教委托要求的原因。卡拉瓦乔作画神速，看着模特，直接用画笔柄在画布上划痕迹打底稿。在他那个时代，专业画家对这种方法深恶痛绝，他们谴责他拒绝先打底稿，不美化笔下的人物。模特是卡拉瓦乔现实主义的基础。现在可以确认卡拉瓦乔一些模特包括马里奥·明尼蒂和弗兰西斯科·伯内利，都是追随他的画家。马里奥在早期的世俗画中作为各种各样的人物出现，年轻的弗兰西斯科在其后的油画里当过一系列天使、施洗约翰和大卫。卡拉瓦乔的女模特有费丽蒂·梅兰德罗妮、安娜·比安基尼和马达莱娜·安东格耐特，她们都是名妓，被画成女性宗教人物包括圣母玛利亚和各个圣徒。卡拉瓦乔本人数次出现在画中，他最后一幅自画像是《圣乌尔苏拉殉难》里远远地站在右侧的目击者。

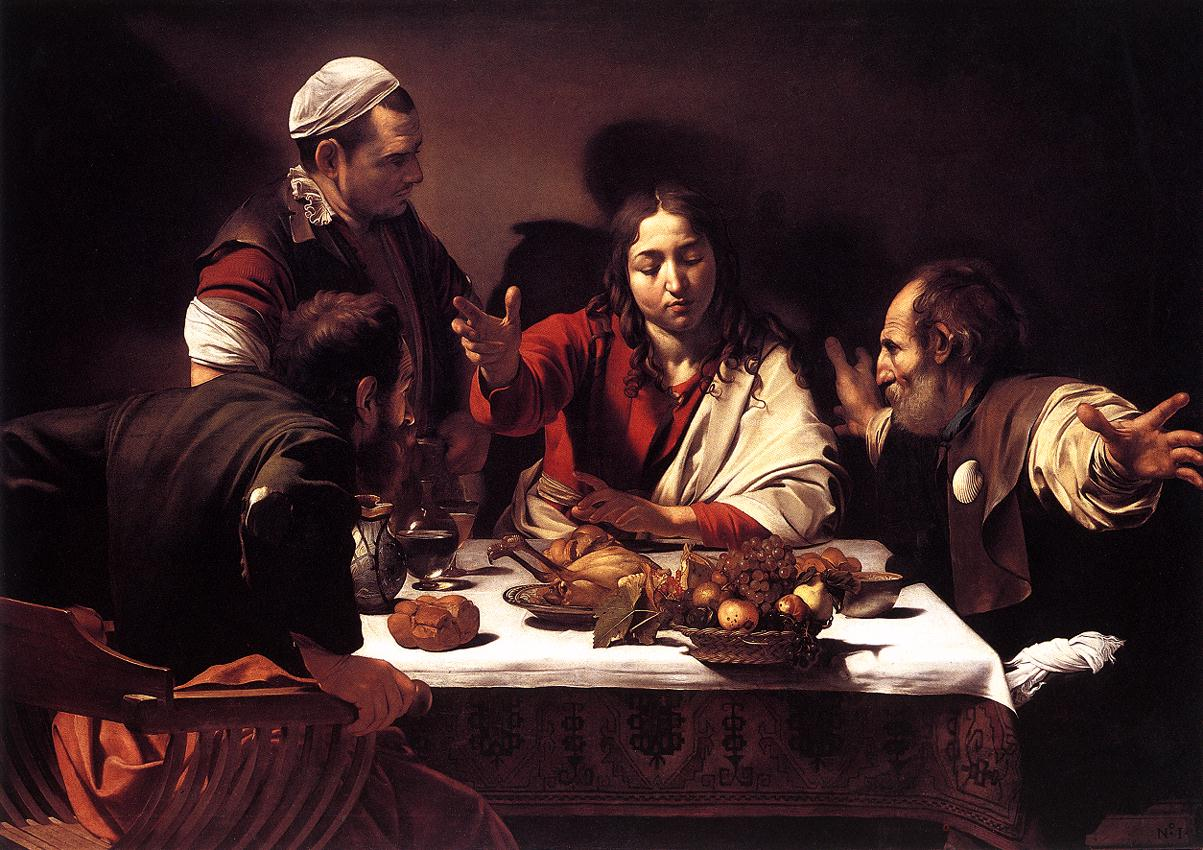
以马忤斯的晚餐，1601年，画布油画，139x195厘米，伦敦，英国国家美术馆。

卡拉瓦乔有一种引人注意的才能，他能把重要事件的经过以一个非常活泼的场景表现出来。《以马忤斯的晚餐》描述门徒认出基督的时刻：在旅馆主人眼中，之前他是一个哀悼耶稣去世的旅行者，但这一刻之后，他就成了救世主。在《圣马太蒙召》中，圣马太指着自己，似乎在说“谁，是我吗？”，而他的眼睛盯着基督，似乎已经说，“是的，我要跟随你。”《拉撒路的复活》里，卡拉瓦乔更进了一步，给了我们复活的物理过程的匆匆一瞥。拉撒路的身体仍然处在痛苦的死亡僵硬状态，但他的手已经活了，向着基督，认出了基督。主要的巴洛克画家走了和卡拉瓦乔同样的道路，例如贝尼尼就醉心于出自奥维德《变形记》的主题。

### 卡拉瓦乔画派

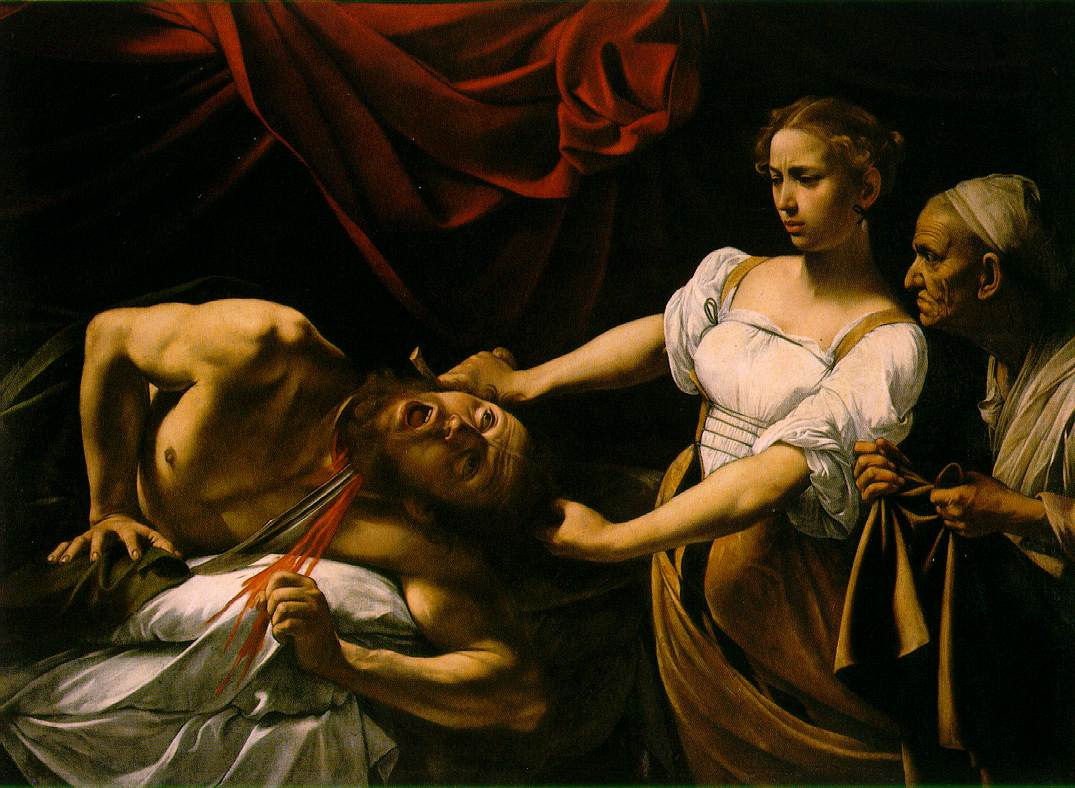
砍下荷罗孚尼头颅的犹滴，1598年-1599年，罗马，國立古代藝術美術館

圣马太系列画在肯塔瑞里礼拜堂安放后，在罗马的年轻画家中立即产生反响，卡拉瓦乔主义成为每一个雄心勃勃的年轻画家追求的时髦。第一代卡拉瓦乔画派包括画家乔瓦尼·巴廖内（尽管他的卡拉瓦乔时期很短）和奥拉齐奥·真蒂莱斯基。下一代包括卡洛·萨拉切尼、巴尔托洛梅奥·曼弗雷迪和奥拉齐奥·博尔詹尼。真蒂莱斯基尽管较其他人年长，却是画派里惟一活到1620年后的，他最后成了英王查理一世的宫廷画家。他的女儿阿尔泰米西娅·真蒂莱斯基也学习卡拉瓦乔，是这次运动中最有天赋的一个画家。但是，罗马和意大利并不是受卡拉瓦乔，而是安尼巴莱·卡拉西的影响，那种混合文艺复兴盛期和伦巴第现实主义元素的风格最终胜利。
卡拉瓦乔在那不勒斯的短暂停留产生了著名的那不勒斯卡拉瓦乔画派，画派包括巴蒂斯泰洛·卡拉乔洛和卡洛·塞利托。1656年，那里的卡拉瓦乔运动由于一次严重的瘟疫爆发而终止。但对西班牙画坛来说（那不勒斯当时是西班牙的领地），这一运动有助于形成重要的西班牙卡拉瓦乔分支。
据贝洛里记述，一群来自乌得勒支的天主教画家在17世纪初来到罗马学习。他们受到卡拉瓦乔作品的深刻影响，被称为“乌得勒支卡拉瓦乔画派”。他们回到北方的时候，这股潮流对亨德里克·特尔·布吕根、赫里特·凡·洪特霍斯特、安德里斯·博特和德克·凡·巴卜仁等画家产生了短暂但重要的影响。尽管卡拉瓦乔对后世画家的影响开始削弱，但在鲁本斯（他给曼图亚的贡萨加买过卡拉瓦乔的一幅画，还临摹过《将耶稣从十字架上放下》）、维米尔、伦勃朗和委拉士开兹的作品里还能看到影响。据推测，委拉士开兹在意大利的多次逗留期间曾经看到过卡拉瓦乔的作品。

### 声名沉浮

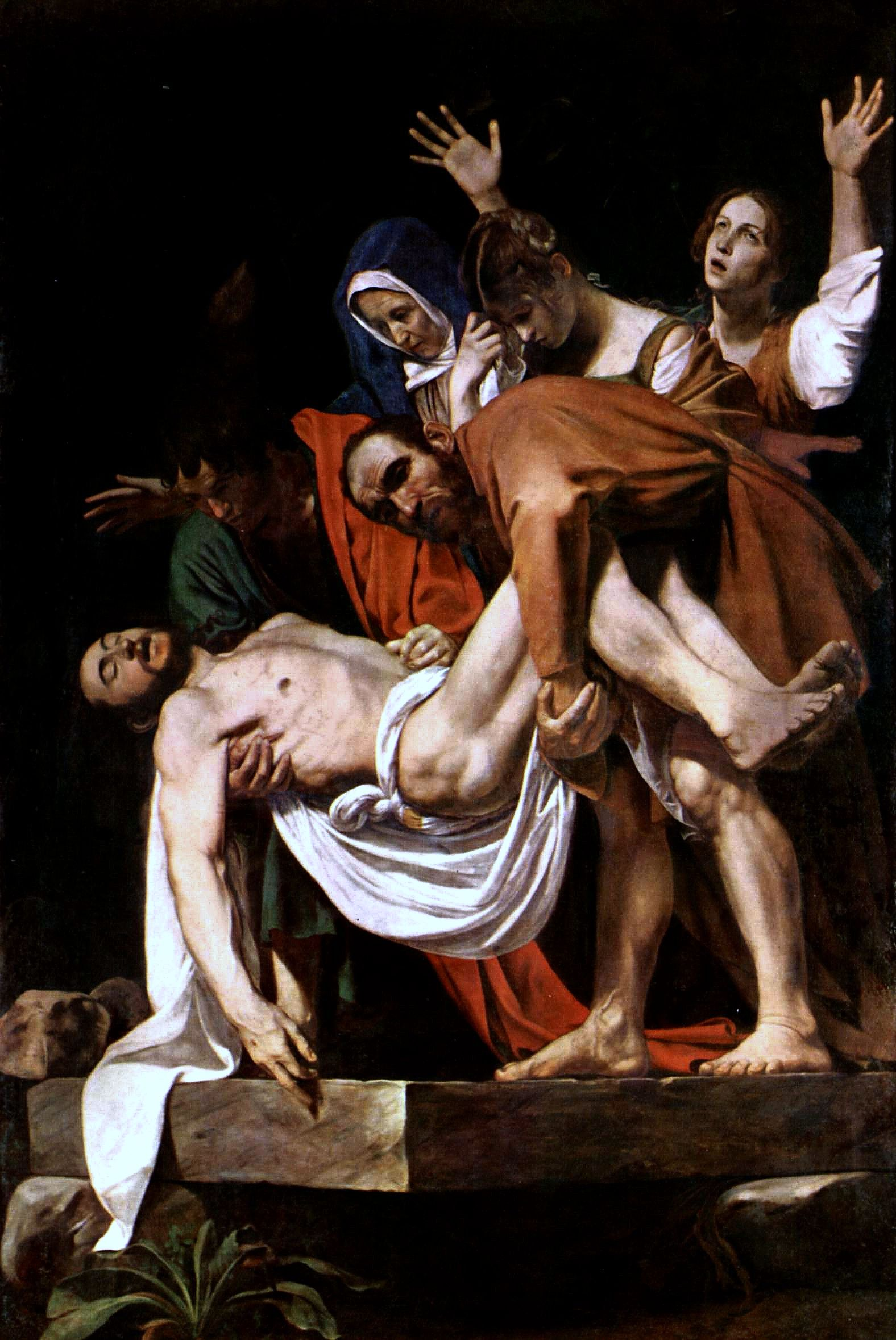
《将耶稣从十字架上放下》，1602年-1603年，梵蒂冈博物館

卡拉瓦乔几乎身名俱灭。他的创新影响了巴洛克艺术，但巴洛克艺术只吸收了他的明暗对照画法的戏剧性，而放弃了心理现实主义。他直接影响了奥拉齐奥·真蒂莱斯基及其女儿阿尔泰米西娅·真蒂莱斯基的风格，较远的地方，影响了法国人乔治·德·拉·图尔和西蒙·武埃，还有西班牙人胡塞佩·德·里貝拉。在数十年里，卡拉瓦乔或者被归结为引人反感的艺术家，或者只是被忽略了。在很大程度上，原因出在艺术风格的嬗变上，卡拉瓦乔作出巨大贡献的巴洛克艺术在发展变化。部分原因归咎于乔瓦尼·巴廖内和焦万·贝洛里这两个最早的传记作家，他们进行了一些找茬的毁灭性工作。巴廖内是一个与卡拉瓦乔有私仇的画家，贝洛里则是17世纪有影响力的批评家，贝洛里不熟悉卡拉瓦乔，但是受了法国古典主义画家普桑的影响，其实普桑不认识卡拉瓦乔但讨厌他的作品。
1920年代，画评家罗伯托·隆吉再次把卡拉瓦乔的名字带到了公众的视线里，隆吉把卡拉瓦乔归在欧洲的艺术传统里：“没有他就没有里贝拉、弗美尔、拉·图尔和伦勃朗。没有他，德拉克罗瓦、库尔贝和马内将完全是另外一个样子。”颇具影响力的伯纳德·贝伦森表示赞同：“除了米开朗琪罗，没有任何一个意大利画家有如此大的影响。”

### 后世影响

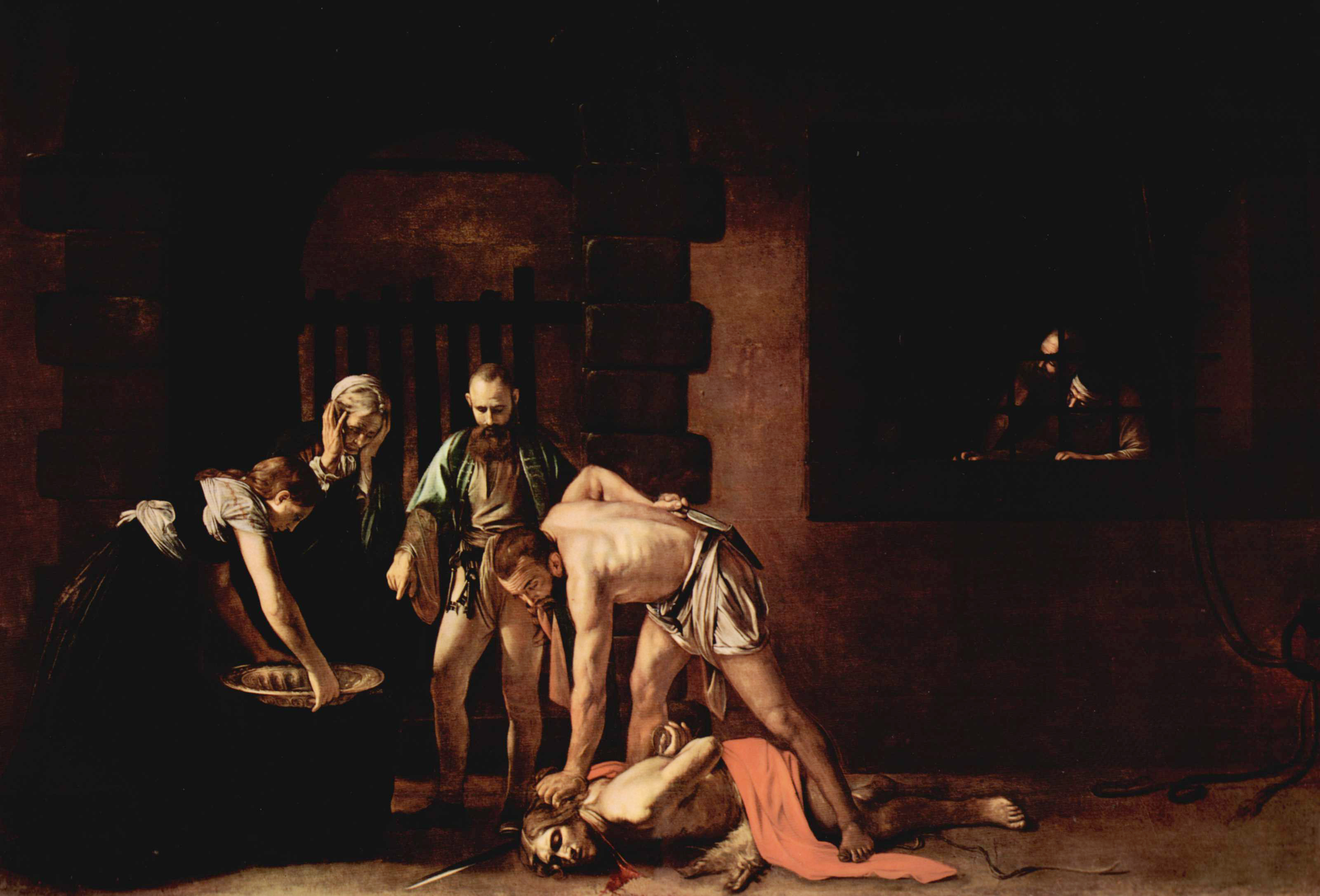
《被斬首的聖施洗者約翰》，1608年，马耳他瓦莱塔，圣约翰大教堂祈祷室。

许多大美术馆，比如在底特律和纽约的那些，有数间屋子挂着许多画家画的卡拉瓦乔风格的画——夜晚的场景，戏剧性的灯光，用普通人作模特，忠实的自然描绘。当代画家例如挪威人奥德·内德鲁姆，匈牙利人蒂博尔·切尔努什也继承了卡拉瓦乔的风格。当代美国画家道格·奥尔森以自己的作品向卡拉瓦乔的影响力致敬。英国导演德瑞克·贾曼以卡拉瓦乔的传奇人生为题材拍了一部电影《卡拉瓦乔》；荷兰绘画伪造者汉·凡·米杰瑞在假造巨匠作品（Old Masters）时以卡拉瓦乔的真迹作为范本。一幅天使图在轰炸德累斯顿期间毁了，现仅存那幅画的黑白照片。

## 腳註
1. ↑  Carminati, Marco. . 25 February 2007  [28 July 2016]. （原始内容存档于2019-06-20） （意大利语）.
2. ↑  Abweichende Angaben über Geburtsdatum und Geburtsort sind nach der 2007 aufgefundenen Taufurkunde nicht mehr haltbar. S. Sybille Ebert-Schifferer: Caravaggio. Sehen – Staunen – Glauben. Der Maler und sein Werk. Beck, München 2009, S. 269 und 273 (Fn 1).（德语）
3. ↑  Vincenzio Fanti. . Trattner. 1767: 21  [2015-02-10]. （原始内容存档于2020-07-27） （意大利语）.
4. ↑  . Gettyimages.it.   [2013-07-20]. （原始内容存档于2020-09-18）.
5. ↑  . Getty.edu.   [2012-11-18]. （原始内容存档于2020-10-29）.
6. ↑  Watkins, Ally. . Artinfo. 2011-02-24  [2012-11-18]. （原始内容存档于2020-11-03）.
7. ↑  Quoted in Gilles Lambert, "Caravaggio", p.8.
8. ↑  . Italica.rai.it.   [2012-11-18]. （原始内容存档于2009-04-16）.
9. ↑  David Stedman. . books.google.com. 2009: 183, 447. ISBN 978-1848761315.
10. ↑  . parisartstudies.com. 2009  [2015-02-20]. （原始内容存档于2020-11-06）.
11. ↑  Rosa Giorgi, "Caravaggio: Master of light and dark – his life in paintings", p.12.
12. ↑  Giovanni Pietro Bellori, Le Vite de' pittori, scultori, et architetti moderni, 1672: "Michele was forced by necessity to enter the services of Cavalier Giuseppe d'Arpino, by whom he was employed to paint flowers and fruits so realistically that they began to attain the higher beauty that we love so much today."
13. ↑  Robb, p.79. Robb is drawing on Bellori, who praises Caravaggio's "true" colours but finds the naturalism offensive: "He (Caravaggio) was satisfied with [the] invention of nature without further exercising his brain."
14. ↑  Bellori. The passage continues: "[The younger painters] outdid each other in copying him, undressing their models and raising their lights; and rather than setting out to learn from study and instruction, each readily found in the streets or squares of Rome both masters and models for copying nature."
15. ↑  Quoted without attribution in Lambert, p.66.
16. ↑  Baglione: "For the [church of] Madonna della Scala in Trastevere he painted the death of the Madonna, but because he had portrayed the Madonna with little decorum, swollen and with bare legs, it was taken away, and the Duke of Mantua bought it and placed it in his most noble gallery."
17. ↑  In 1606, following the death of Tomassoni, he fled first to the Colonna estates south of Rome, then on to Naples where Costanza Colonna Sforza, widow of Francesco Sforza, in whose husband's household Caravaggio's father had held a position, maintained a palace. Costanza's brother Ascanio was Cardinal-Protector of the Kingdom of Naples, another brother, Marzio, was an advisor to the Spanish Viceroy, and a sister was married into the important Neapolitan Carafa family—connections which might help explain the cornucopia of major commissions which fell into Caravaggio's lap in that city. Costanza's son Fabrizio Sforza Colonna, Knight of Malta and general of the Order's galleys, appears to have facilitated his arrival in the island in 1607 and his escape the next year, and he stayed in Costanza's Neapolitan palazzo on his return there in 1609. These connections are treated in most biographies and studies—see, for example, Catherine Puglisi, "Caravaggio", p.258, for a brief outline. Helen Langdon, "Caravaggio: A Life", ch.12 and 15, and Peter Robb, "M", pp.398ff and 459ff, give a fuller account.
18. ↑  According to a 17th-century writer the painting the head of Goliath is a self-portrait of the artist, while David is il suo Caravaggino, "his little Caravaggio". This phrase is obscure, but it has been interpreted as meaning either that the boy is a youthful self-portrait, or, more commonly, that this is the Cecco who modelled for the Amor Vincit. The sword-blade carries an abbreviated inscription which has been interpreted as meaning Humility Conquers Pride. Attributed to a date in Caravaggio's late Roman period by Bellori, the recent tendency is to see it as a product on Caravaggio's second Neapolitan period. (See Gash, p.125).
19. ↑  A letter from the Bishop of Caserta in Naples to Cardinal Scipione Borghese in Rome, dated 29 July 1610, informs the Cardinal that the Marchesa of Caravaggio is holding two John the Baptists and a Magdalene which were intended for Borghese. These were presumably the price of Caravaggio's pardon from Borghese's uncle, the pope.
20. ↑  Lambert, p.11.
21. ↑  Much of the documentary evidence for Caravaggio's life in Rome comes from court records; the "artichoke" case refers to an occasion when the artist threw a dish of hot artichokes at a waiter.
22. ↑  Caravaggio's self-portraits run from the Sick Bacchus at the beginning of his career to the head of Goliath in the David with the Head of Goliath in Rome's Borghese Gallery. Previous artists had included self-portraits as onlookers to the action, but Caravaggio's innovation was to include himself as a participant.
23. ↑  Roberto Longhi, quoted in Lambert, op. cit., p.15
24. ↑  Bernard Berenson, in Lambert, op. cit., p.8